# Seznam avstrijskih pianistov
Seznam avstrijskih pianistov.

## A
- Isolde Ahlgrimm
- Marianne von Auenbrugger

## B
- Paul Badura-Skoda
- Alban Berg
- Alfred Brendel
- Rudolf Buchbinder

## C
- Carl Czerny

## D
- Jörg Demus
- Hilda von Weyerwald Dermota (Berger) (1912-2013)
- Anton Door

## E
- Anton Eberl

## G
- Friedrich Gulda

## H
- Johann Nepomuk Hummel

## K
- Ferdinand Kauer
- Erich Wolfgang Korngold
- Karmela Kosovel (por. Graber)

## L
- Thomas Larcher
- Elisabeth Leonska

## P
- Ernst Pauer

## S
- Bruno Seidlhofer
- Jasminka Stancul

## W
- Felix Weingartner
- Paul Wittgenstein